# District Six Museum
District Six Museum is een museum in het voormalige stadsdistrict District Six in Kaapstad, Zuid-Afrika. De gelijknamige stichting werd in 1989 opgericht en het museum zelf kwam in 1994 tot stand. Het museum werd opgericht ter nagedachtenis aan de gedwongen verhuizing van 60.000 inwoners van verschillende rassen in District Six tijdens de apartheid in Zuid-Afrika in de jaren zeventig van de twintigste eeuw.
De vloer van het museum is bedekt met een grote plattegrond van het district met handgeschreven notities van voormalige inwoners die aangeven waar hun huizen stonden. Een bekend voormalig inwoner is jazzmuzikant Abdullah Ibrahim, beter bekend onder de artiestennaam Dollard Brand. Er worden in het museum oude verkeersborden en historische verklaringen tentoongesteld en er wordt aan gebeurtenissen in de geschiedenis, aan de levens van gezinnen en de afbraak van het district herinnerd. Het museum werd in 2003 met de Prins Claus Prijs bekroond, waarmee de waarde en het belang van het museum werden erkend. De jury loofde het museum als voorbeeld voor andere culturele instanties wereldwijd.